# Dubnica nad Váhom
Dubnica nad Váhom (przed 1927 Dubnica) – miasto na Słowacji, w kraju trenczyńskim, w powiecie Ilava. Leży nad Wagiem. W 2011 roku liczyło 25,3 tys. mieszkańców.

## Gospodarka
W mieście rozwinął się przemysł maszynowy, środków transportu, zbrojeniowy, metalowy oraz spożywczy.

## Sport
- MFK Dubnica – klub piłkarski
- MHK Dubnica nad Váhom – klub hokejowy
- W mieście urodzili się sportowcy: hokeiści Pavol Demitra (1974–2011, jego nazwiskiem nazwano miejscową szkołę), bracia Richard (1975) i Rastislav (1977) Pavlikovský, Róbert Krajči (1981) i Tomáš Tatar (1990) oraz piłkarz Peter Petráš (1979).

## Miasta partnerskie
- Vác
- Zawadzkie
- Otrokovice[6]